# Pond Creek
Pond Creek és una ciutat dels Estats Units a l'estat d'Oklahoma. Segons el cens del 2000 tenia 896 habitants.

## Demografia
Segons el cens del 2000, Pond Creek tenia 896 habitants, 364 habitatges, i 263 famílies. La densitat de població era de 411,8 habitants per km².
Dels 364 habitatges en un 32,7% hi vivien nens de menys de 18 anys, en un 60,7% hi vivien parelles casades, en un 8% dones solteres, i en un 27,7% no eren unitats familiars. En el 25,3% dels habitatges hi vivien persones soles el 12,9% de les quals corresponia a persones de 65 anys o més que vivien soles. El nombre mitjà de persones vivint en cada habitatge era de 2,46 i el nombre mitjà de persones que vivien en cada família era de 2,94.
Per edats la població es repartia de la següent manera: un 27,3% tenia menys de 18 anys, un 6,9% entre 18 i 24, un 27% entre 25 i 44, un 22,7% de 45 a 60 i un 16,1% 65 anys o més.
L'edat mediana era de 38 anys. Per cada 100 dones de 18 o més anys hi havia 89,8 homes.
La renda mediana per habitatge era de 30.515 $ i la renda mediana per família de 36.346 $. Els homes tenien una renda mediana de 30.682 $ mentre que les dones 19.097 $. La renda per capita de la població era de 17.456 $. Entorn del 13,6% de les famílies i el 17,3% de la població estaven per davall del llindar de pobresa.

## Poblacions més properes
El següent diagrama mostra les poblacions més properes.